# Panasqueiraíta
La panasqueiraíta es un mineral fosfato de calcio y magnesio, con flúor e hidroxilos. Fue descrita como una nueva especie mineral a partir de ejemplares encontrados en las minas de Panasqueira, Covilhã, Castelo Branco, (Portugal), que consecuentemente es su localidad tipo. El nombre deriva del de la localidad.

## Propiedades físicas y químicas
La panasqueiraíta es el equivalente de la isokita, en el que el ion idroxilo predomina sobre el flúor. Además de los elementos de la fórmula, contiene trazas de hierro substituyendo al magnesio. Ambos minerales forman parte del grupo de la tilasita. Se encuentra como agregados cristalinos de grano fino, de color rosa-anaranjado, sin que se hayan encontrado cristales con morfología definida.

## Yacimientos
La panasqueiraíta es un mineral muy raro, conocido solamente en filones hidrotermales con cuarzo en  las minas de wolframio de Panasqueira y de Barroca Grande, una localidad próxima en la que se explota la misma mineralización. Está asociada a thadeuita, fluorapatito, wolfeíta, topacio y diversos sulfuros, especialmente calcopirita.